# Герцогство Калабрия

Герцогство Калабрия на карте византийской империи 717 года обозначено цифрой (5)

Герцогство Калабрия (лат. Ducato di Calabria) представляло собой средневековое административно-территориальное образование с центром в Реджо, которое сложилось на крайнем юге Апеннинского полуострова (полуостров Калабрия) в период между 590 и 901 годом.

## История
Как и Неаполитанское герцогство, Римское герцогство и герцогство Пентаполь, герцогство Калабрия было в свое время частью Византийской империи. После нашествия лангобардов в 568 году оно получило фактическую автономию во главе с местным князем (дукой).
В отличие от более северных частей Византийской империи в постлангобардской Италии, герцогство Калабрия, имевшее значительное греческое население, было более лояльно центральной византийской власти в Константинополе. Северные окраины герцогства, расположенные за так называемой греческой стеной, в особенности земли к северу от города Россано, были ещё в 671 году заняты продвигающимися на юг лангобардами, которые захватили важную крепость Козенца.
Более того, из-за своего уязвимого положения на крайнем юге полуострова, оставшаяся часть герцогства была захвачена арабами-мусульманами в первой половине X века. 10 июня 901 года Реджо был занят сицилийскими мусульманами, и в 918—956 годах управлялся из мусульманской Сицилии. Однако, в отличие от соседней Сицилии, которая была утрачена навсегда, византийцам удалось на некоторое время отвоевать Калабрию. Более того, около 1000 года византийцы потеснили и лангобардов, лишив их выхода к Ионическому морю.
После изгнания арабов в 956 году новая Калабрия имела статус фемы в составе катепаната Италия, который она сохраняла вплоть до захвата её столицы нормандцами в 1060 году. После завершения нормандских нашествий земли бывшей византийской Калабрии вошли в состав нового католического графства Апулия и Калабрия.